# Gnamptopteryx comprensata
Gnamptopteryx comprensata är en fjärilsart som beskrevs av Walker 1863. Gnamptopteryx comprensata ingår i släktet Gnamptopteryx och familjen mätare. Inga underarter finns listade i Catalogue of Life.